# Aligot cuablanc
L'aligot cuablanc (Geranoaetus albicaudatus) és una espècie d'ocell de la família dels accipítrids (Accipitridae). Habita sabanes, praderies i estepes americanes, des de Sonora, Durango, Zacatecas i Texas cap al sud fins a Panamà i Amèrica del Sud, a Colòmbia, Veneçuela, Guaiana i nord del Brasil, sud-est del Perú, Bolívia, el Paraguai, sud-est de Brasil, l'Uruguai i fins al centre de l'Argentina. El seu estat de conservació es considera de risc mínim.